# Trader
Il trader (/trèidë/; lett. "commerciante") è un operatore finanziario.

## Descrizione
Si tratta di un termine d'uso comune, la definizione ufficiale della figura in ambito europeo avviene attraverso l'introduzione della direttiva MIFID II, che definisce l'individuo generalmente indicato con il termine Trader, con il termine ufficiale: investitore.
L'investitore in Europa si divide in due profili, l'investitore che svolge attività di negoziazione su conto tutelato e l'investitore che svolge attività su conto professionale con minori tutele; entrambi i profili effettuano compravendita di strumenti finanziari, quali azioni, obbligazioni e derivati sulle varie borse valori e su altri mercati mobiliari in nome proprio e con propri capitali.
Un trader effettua scelte autonome basandosi su strumenti di analisi grafica e sull'esperienza, elabora strategie di negoziazione con proiezioni futuristiche. 
Si distingue dalle altre figure finanziarie come ad esempio quella dell'intermediario e dell'agente di cambio.
Gli investitori più esperti effettuano anche operazioni di scalping, cioè di compravendita di titoli in tempi rapidi, anche in meno di un minuto.
Il termine Trader prende sostanza quale professione attraverso i professionisti BNT sigla dei professionisti di borsa negoziazione e titoli e il loro profilo, Trader e analista finanziario, il professionista oltre a svolgere l'attività per proprio conto e con proprio capitale, svolge attività di esecutore delle direttive impartite dal cliente, ha acquisito solide competenze sia nella negoziazione che nell'analisi dei mercati finanziari e fornisce consulenza generica non personalizzata sugli strumenti finanziari del mercato.
La differenza fondamentale tra le figure citate, per il quadro normativo europeo e in gran parte del mondo, e che l'investitore identificato in Direttiva Europea MIFID II, non ha albi professionali, associazioni accreditate o ordini o collegi di riferimento, ma è un individuo che investe e per questo motivo viene comunemente detto trader, mentre il Professionista BNT esercita una professione con riferimento alla legge 4/2013 e al D.lgs 109/2023. 
Le altre figure citate di Intermediari finanziari comunemente conosciuti anche come Broker finanziari o Broker, e assoggettati all'iscrizione all'albo di riferimento, devono avere specifica licenza per lo svolgimento dell'attività d'intermediazione finanziaria, così come gli agenti di borsa oppure i consulenti finanziari devono essere iscritti all'albo o organismo di riferimento.
l'esercizio dell'attività di trader quale investitore è libero e non necessita di autorizzazioni o licenze o d'iscrizione in albi, mentre l'esercizio della professione trader e analista finanziario se svolta ai massimi livelli della consulenza tecnica d'ufficio nel trading online, necessita d'iscrizione all'albo dei CTU in categoria borsa e titoli.
L'esercizio della professione d'intermediario finanziario, agente di borsa/cambio e consulente finanziario in assenza di iscrizione all'albo e nel caso del Broker, di autorizzazione specifica all'esercizio dell'attività in Europa si configura quale grave reato penalmente perseguibile., mentre invece per i professionisti BNT per esercitare la professione su incarico del giudice occorre l'iscrizione all'albo dei CTU.
Sotto il profilo tecnico, l'intermediario finanziario, ha specifica  licenza che autorizza all'attività di intermediazione finanziaria, con accesso diretto ai Mercati finanziari, tale figura può ben essere intesa quale fornitore di servizi all'Investitore e dei professionisti trader, che accedono alla negoziazione online, proprio per concessione di apertura di account dall'intermediario finanziario autorizzato, il conto è aperto dall'intermediario detto anche Broker nella forma tutelata (retail) o con minori tutele (professionale), in quest'ultimo caso ci sono specifici requisiti tecnico economici stabiliti dall'allegato 2 della Direttiva Europea MIFID II. L'apertura del conto avviene per consentire  l'attività di negoziazione a fronte del pagamento di commissioni in favore del Broker.
In sintesi i trader possono essere:
- investitori retail con conti tutelati;
- investitori professionali con conti con meno tutele;
- professionisti trader nell'esercizio della professione BNT;
- professionisti trader nell'esercizio della professione di agenti di borsa;
- professionisti trader nell'esercizio della professione di consulente finanziario.

i fornitore dei servizi finanziari sono:
- intermediari finanziari;
- agenti di borsa/cambio;
- Consulenti finanziari.

Il luogo dove vengono scambiati titoli (azioni, obbligazioni, derivati) e dove si determina il loro prezzo in base all'incontro tra domanda e offerta e la borsa valori, che è un mercato finanziario regolamentato, non un gestore del mercato.
L'attività di intermediazione avviene tra borsa valori e trader.
La vigilanza sui mercati finanziari in Italia è di competenza della Consob, in Europa come nel resto del mondo ogni stato ha istituito un suo Ente, ad esempio in Inghilterra si chiama FCA, in Cipro Cysec e in america SEC.